# インディアン・ポーカー
インディアン・ポーカーは、トランプゲームの一種。ポーカーの亜種で、こちらも心理戦が戦術として用いられるゲームである。しかし、通常のポーカーとは違い、ディーラーとプレイヤーはそれぞれ1枚の札の数字で強弱を競う（ただし、書籍によっては5枚で行うこともある）。この時、自分自身の札を見ることはできないが、相手の札を見ることはできる。
使用するカードはジョーカーを除いた52枚。もしくは、ジョーカーを含めた53枚。競技人数は2人以上、もしくは2人から6人まで。
カードの強弱は、A（エース）が一番強く、2が一番弱い。ただし、ジョーカーを含む場合は、ジョーカーが一番強い。

## ゲームの流れ
まず親（ディーラー）を決める。参加者（プレイヤー）はそれぞれアンティ（チップなど、点数を示す物）を出し、親はよく切ったカードを「裏向き」にして、1枚ずつ左隣の人から時計回りに配る。次に、それぞれ配られた1枚の裏向きの札をめくらず、自分は見ないようにしながら裏向きの札を、相手に見えるように自分の額にかざす（この時点で、勝負の準備が整う）。全員が札を額にかざしたら、親の左隣の人から通常のポーカーで言う「ブラインド・ベッド」なしで勝負を開始する。この時、相手のカードの順位を教えてはいけないが、表情や笑い声などのブラフを用いる会話は可能。それぞれの参加者の表情などを見たり聞いたりして、自分の札の順位を推理する。次に、「ベッド・ラウンド」に入り、通常のポーカーのように親の左隣の人から勝負する場合はチップを賭けたりレイズして賭けるチップを上乗せする。勝負を降りる事も可能（ベッド・ラウンドは1回のみ）。ベット・レイズが終われば、自分の額にかざした札の数字で勝負し、数字の強い人の勝ちとなる（スートは問わない）。
手札が合計5枚で行う場合は、上記のルールと同じ流れで1回目にチップを賭け、賭けた人に配られた1枚の札を額に当て、続けるか降りるかを判断する。2回目以降も1回目と同じことを繰り返し、5回目の時点で5枚の札を額にかざした時点で最後のベットに入るが、ドローすることはできない。最後のベットが終わったら、降りた参加者を除いて、5回目まで続けたプレイヤー同士で勝負し、通常のポーカー・ハンドの強弱で勝負が決まる。

## 評価
『トランプゲーム　粋なプレイヤーになろう！』を執筆した藤村孝は、インディアン・ポーカーを「自分のカードについて、思わぬ考えちがいをしていたりして、「キャア、キャア、ワア、ワア」大変、にぎやかなゲームとなります」と本書で述べている。
『たのしいトランプゲーム54』を執筆した岡田康彦は、「自分の手札を見られないという点で、スリル満点のゲームです。」と本書で述べている。
『トランプゲーム大全』を執筆した、カードゲーム研究者にしてトランプゲーム界の第一人者である赤桐裕二は、「ちょっとした気分転換のゲームですが、シリアスにプレイすることもできます」と評している。